# Louis Ramond de Carbonnières
Louis François Ramond de Carbonnière o Louis François Élisabeth Ramond, barón de Carbonnières, (Estrasburgo, 4 de enero de 1755 - París, 14 de mayo de 1827) fue un político, geólogo y botánico francés. Está considerado uno de los primeros exploradores y expertos de alta montaña pirenáica.

## Biografía
Su padre era Pierre-Bernard Ramond (1715-1796), tesorero de guerra, y su madre Reine-Rosalie Eisentraut (1732-1762).
Louis comienza sus estudios de Derecho en la Universidad de Estrasburgo en 1775 y se gradúa de abogado en febrero de 1777. Entabla amistad con un excompañero de estudios, Jakob Michael Reinhold Lenz (1751-1792), escritor de estilo Sturm und Drang. Ramond descubre así la literatura romántica alemana, en especial la obra Sufrimientos del joven Werther de Goethe (1749-1832), y por su influencia es que decide a lanzarse a la escritura. Publicará en 1777 Las Últimas Aventuras del joven d’Olban.
Ramond realiza, en mayo de 1777, un viaje a Suiza, para encontrarse con escritores, poetas y eruditos: el teólogo Johann Kaspar Lavater (1741-1801), los zoólogos Albrecht von Haller (1708-1777) y Charles Bonnet (1720-1793); y se reencuentra con su amigo Lenz. Los dos participan de una experiencia de éxtasis al contemplar el valle del Rin. Ramond es un apasionado de la alta montaña. Algunos días más tarde, Lenz sufre un primer brote de crisis demencial. En 1778, publica las Élégies, impregnada de su amor por la naturaleza. Extractos se publicarán el mismo año en el Journal des Dames de Claude-Joseph Dorat (1734-1780).
En 1779, Ramond y su padre se instalan en París. En 1780, Louis publica La Guerre d’Alsace pendant le Grand Schisme d’Occident, epopeya romántica e histórica. Pero París no es aun un ámbito sensible al romanticismo venido de Alemania, por lo que no encuentra ningún reconocimiento.
Se va de París, y regresa a Estrasburgo, donde entra al servicio del cardenal Louis René Édouard de Rohan (1734-1803), príncipe de Rohan y cardenal-arzobispo de Estrasburgo, célebre por su rol en el affaire del collar de la reina. En compañía del príncipe, Ramond viajará mucho y conocerá a numerosas personalidades. A causa del desenlace del affaire del collar de la reina, el cardenal es enviado al exilio en La Chaise-Dieu en junio de 1786, y ambos parten a Auvergne. El cardenal desea ese verano ir a una villa termal en los Pirineos y Ramond parte para reconocer la región. Los dos hombres pasarán el estío y el otoño de 1787 en Barèges. Ramond recorre las formaciones geológicas de Gavarnie y del Macizo de la Maladeta, los cuales eran objeto de controversias alimentadas por saber si eran graníticas como los Alpes o calcáreas en cuyo caso se consideraba serían más antiguas.
Ramond deja al cardenal en diciembre de 1788, cuando se le autoriza a volver a Estrasburgo. Se instala en París, y publica en 1789 sus primeras notas sobre los Pirineos: Observations faites dans les Pyrénées, pour servir de suite à des observations sur les Alpes. Para perfeccionarse en historia natural, sigue los cursos de Antoine-L. de Jussieu (1748-1836) y de René Desfontaines (1750-1831) en el «Jardin des Plantes» (o «Jardín del rey»).
Se lanza a la política y es elegido en septiembre de 1791 diputado de París, perteneciendo al Club des Feuillants. Defiende en 1792 a los sacerdotes refractarios a los que se quería deportar. Ramond apoyó apasionadamente la acción de La Fayette, que intentó atemperar el entusiasmo excesivo de los jacobinos. Amenazado, prefiere huir de París en agosto, y se refugia en los Pirineos. Sobrevive, aunque está considerado sospechoso, se instala en Barèges, donde se ocupa de las observaciones geológicas y botánicas. Es arrestado en 1794 y es acusado de ser un enemigo de la Revolución francesa. Engrillado en Tarbes por siete meses, escapa de la guillotina.
Se dedica por completo a la Historia natural. Mantiene correspondencia con Philippe-I. Picot de Lapeyrouse (1744-1818) y con diversos botánicos tales como R. Desfontaines, J. Thore (1762-1823) y D. Villars (1745-1814).
A partir de 1796 comienza a ejercer como profesor de Historia natural en la nueva Escuela Central de Tarbes. Sus cursos alcanzan inmediatamente un gran éxito. Como especialista en Botánica y en Geología de los Pirineos centrales, se dedica en 1797, a planificar una expedición para ascender a la cima del Monte Perdido (3 355 m s. n. m.) para saldar la controversia que tenían Dolomieu y Lapeyrouse sobre la edad primitiva de los calcáreos de la cadena central.
La expedición, que estaba formada quince personas, incluidos Picot de Lapeyrouse y muchos de los alumnos de Ramond, recolecta numerosos fósiles, aunque no logran alcanzar la cumbre. La minuta de la ascensión aparece en 1797 con el título de Voyage au Mont-Perdu et dans la partie adjacente des Hautes-Pyrénées. El 7 de septiembre de 1797, acompañado de sus alumnos como Charles-F. Brisseau de Mirbel (1776-1854), Ramond de Carbonnières intenta por segunda vez el ascenso. El administrador y forestador Étienne-François Dralet (1760-1844) participa de esta ascensión.
Pero no será sino en 1802 cuando finalmente logra hacer cumbre. Ramond relata su expedición en el Journal de Mines, lo que le valdrá el reconocimiento de los científicos de su época. Se cartea con René Just Haüy (1743-1822), Alexandre Brongniart (1770-1847) y Boudon de Saint-Amans (1748-1831). Es designado miembro de la Academia de las Ciencias en enero de 1802.
Después de la clausura de la Escuela Central de Tarbes, en 1800, se va a París como miembro del Consejo Constitucional.
De 1800 a 1806 trabaja en el Parlamento y participa en la «Société des observateurs de l'homme». En 1805 se casa con Bonne-Olympe, viuda del general Louis-Nicolas Chérin, la hija de su amigo Bon-Joseph Dacier (1742-1833).
Amigo de Napoleón Bonaparte, será nombrado vicepresidente del Corps législatif, y en 1806, Prefecto de Departamento de Puy-de-Dôme. Emplea más tiempo en herborizar y en realizar observaciones meteorológicas que en ocuparse de la administración. Eso no le impide convertirse en barón del Imperio en diciembre de 1809.
En 1815 publica Nivellement des Monts Dores et des Monts Dômes disposé par ordre de terrains (Estratificación de los Montes Dorés y Montes Dômes). Ese mismo año es elegido diputado del Puy-de-Dôme. En 1818 es nombrado en el Consejo de Estado y ya no dejará París salvo para ir a Auvergne. En 1821 pasa el verano en Auvergne con René Desfontaines y dos jóvenes naturalistas Victor Jacquemont (1801-1832) y el conde Hippolyte Jaubert (1798-1874). Publica en 1825, Sur l’état de la végétation au sommet du Pic du Midi.
Falleció en mayo de 1827 en París, y se encuentra sepultado en el Cementerio de Montmartre.

## Algunas publicaciones
- louis f.e. Ramond de Carbonnières, rob Day, jean Arrouye. 2003. Itinéraire de Ramond. Mont-Perdu: Accompagné de Mont-Perdu, récit de l'ascension réussie, 9 et 10 août 1802, de Louis Ramond. Suivi d'un texte de Rob Day sur l'itinéraire de Ramond, Didier Sorbé. N.º 3 de Collection XIX-XXI. Tradujo Enrique Carbó. Editor Pin à crochets, 96 pp. ISBN 2-911715-17-9

- ----. 2002. Viajes al Monte Perdido y a la parte adyacente de los Altos Pirineos: Francia, 1801-1804. Serie Histórica. Editor Organismo Autónomo Parques Nacionales, 301 pp. ISBN 84-8014-370-3

- ----. 1997. Herborisations dans les Hautes-Pyrénées: ou essai pour servir à l'histoire naturelle, tant des végétaux qui y croissent spontanément que de ceux qu'une culture habituelle y a naturalisés. Editor Rando éd. 158 pp. ISBN 2-84182-000-9

- ----. 1829. Les dernières aventures du jeune d'Olban: fragments des"Amours alsaciennes". Editor Techener en línea

- ----. 1823. Mémoire sur l’état de végétation au sommet du Pic du Midi de Bagnères. Mémoires de l’Académie Royale des Sciences Paris 6: 81-174

- ----. 1813. Travels in the Pyrenees: containing a description of the principal summits, passes and vallies. Editor Longman, Hurst, Rees, Orme & Browne, 324 pp.

- william Coxe, louis f.e. Ramond de Carbonnières. 1781. Lettres de M. William Coxe à M.W. Melmoth, sur l'état politique, civil et naturel de la Suisse. Volumen 2. Editor chez Belin, libraire, 673 pp. en línea

## Epónimos
Género
- (Gesneriaceae) Ramonda Rich.[5]
- (Schizaeaceae) Ramondia Mirb.[6]

Especies

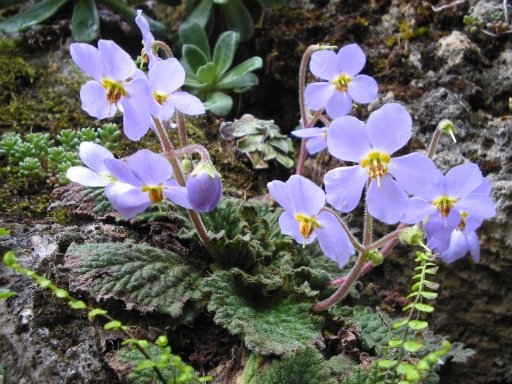
Ramonda pyrenaica

- endémica pirenaica, Ramonda pyrenaica (Ramondia), representante aislado de la familia de las Gesneriáceas y considerada un vestigio de la flora terciaria, que se la dedicó el botánico Jean Michel Claude Richard (1787-1868)
- (Asteraceae) Hieracium ramondii Griseb.[7]

- (Poaceae) Festuca ramondii Patzke[8]

- (Saxifragaceae) Saxifraga ramondii Luizet & Neyraut[9]

Geografía
- Los pirineistas le pusieron su nombre al «Soum-de-Ramond» (3.260 m s. n. m.), en el masivo del Monte Perdido: en el contorno de la cima oriental del Monte Perdido que los guías de Ramond de Carbonnières realizaron la primera ascensión, el 6 de agosto de 1802. Haciendo lo miso el 10 de agosto.
- Su nombre fue puesto igualmente a una cima del Massif du Néouvielle, el Pic Ramougn (3.011 m s. n. m.) - Ramougn es la pronunciación del idioma gascón de Ramond.
- Jean-Baptiste Bory de Saint-Vincent pone su nombre à una cadena de cráteres (los Puys Ramond) de Piton de la Fournaise en La Réunion : situados en el borde de la Enclos Fouqué, que son muy regularmente frecuentados por los caminantes en ruta sobre una variante de la GR R2, que atraviesa la Réunion de norte a sud, y también, cada año, por los millares de corredores de la Diagonale des Fous.
- Se crea en 1865 la «Sociedad Ramond» se crea en 1865 en Bagnères-de-Bigorre, estación termal pirineica frecuentada por una élite cultivada, apasionada por las montañas como sus fundadores, Émilien Frossard (1829-1898), Charles Packe (1826-1896) y Henry Russell (1834-1909). Se distinguieron de las sociedades académicas tradicionales en consagrarse esencialmente al estudio científico etnográfico de los Pirineos y a la vulgarización de los conocimientos adquiridos. Ramond de Carbonnières que tuvo excelencia en esas disciplinas y marcó profundamente el medio cultural de Bagnères, sería el mejor símbolo para la nueva sociedad. La Sociedad Ramond edita un boletín anual.